# Maussane-les-Alpilles
Maussane-les-Alpilles – miejscowość i gmina we Francji, w regionie Prowansja-Alpy-Lazurowe Wybrzeże, w departamencie Delta Rodanu.
Według danych na rok 1990 gminę zamieszkiwało 1886 osób, a gęstość zaludnienia wynosiła 60 osób/km² (wśród 963 gmin regionu Prowansja-Alpy-W. Lazurowe Maussane-les-Alpilles plasuje się na 276. miejscu pod względem liczby ludności, natomiast pod względem powierzchni na miejscu 317.).